# Julia Lester Dillon
Julia Pemble Lester Dillon (* 9. März 1871 im Warren County, Georgia; † 24. März 1959 in Augusta, Georgia oder in Sumter, South Carolina) war zunächst als US-amerikanische Lehrerin tätig. Nach dem Tod ihres Ehemanns und einer Hörminderung arbeitete sie als Landschaftsarchitektin. Sie war eine der ersten Frauen, die ausgiebig über die Gärtnerei im Süden schrieb, und leitete eine regelmäßig erscheinende Kolumne, die in verschiedenen Zeitungen und Zeitschriften erschien. Sie entwarf Grünflächen zur Aufwertung von Postämtern für das US-Finanzministerium und schuf den Memorial Park in Sumter, South Carolina. Aufgrund ihrer Erfahrung diente sie dann zwanzig Jahre lang als Sumters Superintendent of Parks and Trees. Sie schrieb bis 1954 weiter, obwohl sie sowohl ihr Gehör als auch ihr Augenlicht verloren hatte. Sie ist auf dem Magnolia Cemetery in Augusta, Georgia, begraben. 2003 wurde sie in die Liste der Georgia Women of Achievement aufgenommen.

## Leben
Lester wurde als älteste Tochter von  Benjamin Dominic Lester (1844–1907) and Martha Catherine Lester, geborene Pemble (1847–1924) im Warren County in Georgia geboren. 1866 schloss sie die High School in Augusta ab und besuchte danach das Peabody College in Nashville, Tennessee (heute Teil der Vanderbilt University), wo sie 1890 die Lehrberechtigung erwarb. Im selben Jahr begann sie als Lehrerin an der Davidson Grammar School in Augusta. Lester heiratete 1892 William Bennett Dillon den Direktor der Central Grammar School. Früh in der Ehe erkrankte sie an Diphtherie, die ihr Gehör schädigte,  und noch vor dem zweiten Jahrestag der Ehe starb ihr Mann 1894 plötzlich an derselben Krankheit. Gezwungen sich selbst zu ernähren kehrte Dillon zunächst für einige Jahre als Lehrerin in den Schuldienst, später dann an einer Abendschule zurück. Wegen des Hörverlusts suchte sie auch nach anderen Einkommensquellen, unter anderem als Schriftstellerin und zeitweise als Stenographin.

## Landschaftsarchitektur und Gärtnern
1907 besuchte sie an der Columbia University und später am Harvard College Kurse in Landschaftsarchitektur. Sie begann eine eigene Praxis in Augusta, die private Gartenanlagen plante (zum Beispiel Twin Gables), und expandierte in den öffentlichen Sektor, wo sie Projekte sowohl für Parks als auch für Schulen realisierte. In den 1910er und 1920er Jahren schrieb sie weiter und veröffentlichte Artikel über den Gartenbau im Süden in Magazinen wie The Florists' Exchange, The Flower Grower und House and Garden, sowie eine fortlaufende Kolumne über Gartenarbeit im The Augusta Chronicle. Zwischen 1914 und 1917 wurde sie vom US-Finanzministerium mit der Gestaltung der Grünflächen mehrerer Postämter und Zollgebäude beauftragt in Florida, Georgia und North und South Carolina.
Zusätzlich zu ihrer Auftragsarbeit schuf Dillon auch ein Projekt, um Kindern das Gärtnern beizubringen. Die Merchant and Manufacturers Association stellte Gelder für Schulkinder bereit, damit diese auf leeren Grundstücken pflanzen konnten, und bot Preise für Verschönerung an. Das Projekt war so erfolgreich, dass es in eine stadtweite Kampagne mit Beteiligung von Unternehmen und verschiedenen Bürgerorganisationen mündete. Während des Ersten Weltkriegs schloss sich Dillon dem Roten Kreuz an und beteiligte sich zusammen mit anderen Frauen am Woman's Messenger Motor Service (offiziell als Red Cross Motor Corps bezeichnet) und stellte sowohl Kleidungsstücke als auch medizinische Hilfsmittel her. 1919 gehörte sie dem Vorstand des State Federation of Professional and Businesswomen's Club an, der nicht nur die beruflichen Aussichten von Frauen verbesserte, sondern auch die Legislative drängte, Frauen das Wahlrecht zu gewähren.
1920 wurde von Bürgern in Sumter, South Carolina, Land gespendet, um den Memorial Park als Gedenkstätte für die Soldaten des Ersten Weltkriegs zu errichten, und Dillon wurde beauftragt, den Entwurf abzuschließen und das Projekt zu betreuen. Obwohl sie etwa zur gleichen Zeit nach Sumter zog, wurde Dillon zur Vorsitzenden des Forestry Committee for the Georgia Federation of Women's Clubs gewählt. 1921 nahm sie in ihrer Eigenschaft als Vorsitzende am Southern Forestry Congress in Atlanta teil.
Ihr 1922 publiziertes Buch The Blossom Circle of the Year in Southern Gardens, das gärtnernde Frauen in den Südstaaten als Zielgruppe hatte, wurde weithin bekannt. Auch in Sumter fuhr Dillon mit dem Schreiben fort und veröffentlichte Kolumnen über Gartenarbeit, die regelmäßig sowohl in Zeitungen wie The Sumter Daily Item, der in Columbia, South Carolina erscheinenden The State. oder dem Atlanta Constitution. 1927 initiierte sie den ersten Garden Club in Sumter.
Nach Fertigstellung des Stadtparks wurde Dillon 1928 eine Vollzeitstelle als „Landschaftsarchitektin der Stadt“ (Sumter Superintendent of Parks and Trees) angeboten. Zu den vielen Projekten, die sie in dieser Zeit plante, gehörte der Entwurf aus dem Jahr 1938 für die Swan Lake Iris Gardens, einem Projekt zum Erhalt des Trompeterschwans, obwohl das Land erst 1949 gestiftet wurde, nachdem Dillon seit 1948 bereits im Ruhestand war. Im Ruhestand schrieb Dillon weiter über Gartenarbeit, obwohl sie begonnen hatte, auch ihr Augenlicht zu verlieren. Ihre seit 1936 erscheinende Kolumne in der Zeitschrift Flower Grower setzte sie bis 1954 fort.

## Nachleben
Dillon starb am 24. März 1959  und wurde in Augusta auf dem Magnolia Cemetery neben ihrem Mann begraben. Posthum wurde 1965 vom Sumter Garden Club eine Gedenktafel mit ihrem Namen angebracht, um ihre Verdienste um die Stadt zu würdigen, der Julia Lester Dillon Park wurde nach ihr benannt und 2003 wurde sie in das Verzeichnis der Georgia Women of Achievement aufgenommen. Dillon wird die Formulierung „The Garden City of the South“ für Augusta zugeschrieben und das von ihr langjährig als Kolumnistin bediente Magazin Flower Grower bezeichnet sie als „Dean of Southern Gardening“.